# 236111 Wolfgangbüttner
(236111) Wolfgangbüttner, denumire internațională (236111) Wolfgangbuttner, este un asteroid din centura principală de asteroizi.

## Descriere
236111 Wolfgangbüttner este un asteroid din centura principală de asteroizi. A fost descoperit pe 7 septembrie 2005 la Radebeul de Martin Fiedler. Asteroidul prezintă o orbită caracterizată de o semiaxă mare de 2,17 ua, o excentricitate de 0,17 și o înclinație de 5,8° în raport cu ecliptica.